# Directors Guild of America Award de la meilleure réalisation pour un premier film
Le Directors Guild of America Award de la meilleure réalisation pour un premier film est une récompense crée en 2016 par la Directors Guild of America et remise lors de ses prix annuels.

## Introduction
Le prix fut évoqué par Steven Spielberg lors de la 67e cérémonie des Directors Guild of America Awards en 2015. Il le remit lors de la cérémonie suivante.
N'ayant pas d'équivalents dans les cérémonies américaines, il s'agit d'une spécificité de la guilde. Même si dans la catégorie principale consacrée aux films, 6 réalisateurs ont remporté le prix avec leurs premiers films.

## Palmarès
- 2016 : Alex Garland – Ex Machina
  - Fernando Coimbra – O Lobo Atrás da Porta
  - Joel Edgerton – The Gift
  - Marielle Heller – The Diary of a Teenage Girl
  - László Nemes – Le Fils de Saul (Saul Fia)